# لازهال
لازهال (به انگلیسی: Lawshall) یک روستا و محله مدنی در بریتانیا است که در Babergh واقع شده‌است. لازهال ۹۶۸ نفر جمعیت دارد.